# لانگ برنچ، شهرستان فایت، ویرجینیای غربی
لانگ برنچ (به انگلیسی: Long Branch) یک منطقهٔ مسکونی در ایالات متحده آمریکا است که در شهرستان فایت، ویرجینیای غربی واقع شده‌است. لانگ برنچ ۵۲۶٫۰۹ متر بالاتر از سطح دریا واقع شده‌است.